# باشگاه فوتبال سانتوس تارتو
باشگاه فوتبال سانتوس تارتو (انگلیسی: FC Santos Tartu) یک باشگاه فوتبال در شهر تارتو، استونی است.
این باشگاه که در سال ۲۰۰۶ تأسیس شده سابقه یک نایب قهرمانی در جام حذفی فوتبال استونی در سال ۲۰۱۴ را در کارنامه دارد.

## تاریخچه
در سال ۲۰۱۴ سانتوس در حالی که در دسته سوم فوتبال استونی شرکت می‌کرد به فینال جام حذفی ۲۰۱۳–۲۰۱۴ رسید. حریف آنها در فینال قهرمان فعلی استونی، باشگاه فوتبال لوادیا تالین بود، که قبلاً برای لیگ قهرمانان راه یافته بود، سانتوس پس از شکست در فینال جام حذفی برای لیگ اروپا ۲۰۱۴–۲۰۱۵ به عنوان نایب قهرمان جام حذفی انتخاب شد. سانتوس در مجموع دو بازی ۱–۱۳ از باشگاه فوتبال ترومسو نروژ شکست خورد اما اولین گل خود را در یک رقابت اروپایی به ثمر رساند.
سانتوس به دلیل حضور در فینال جام حذفی ۲۰۱۳–۲۰۱۴ استونی، در آغاز فصل ۲۰۱۵ نیز به سوپرجام استونی راه یافت. آنها با قهرمان سال ۲۰۱۴ میستریلیگا، اف سی لوادیا تالین روبرو شدند. این بازی در ۳ مارس ۲۰۱۵ برگزار شد و با شکست ۵–۰ سانتوس به پایان رسید.
پس از فصل 2018 Esiliiga، باشگاه تصمیم گرفت به عنوان یک تیم کاملاً آماتور ادامه دهد و ۲ لیگ پایین‌تر به لیگ II سقوط کند.